# Ciara Bravo
Ciara Quinn Bravo (Alexandria, Kentucky, 18 de març de 1997) és una actriu estatunidenca.

## Filmografia
- Angels & Demons (2009)
- Open Season 3 (2010)
- Happiness Is a Warm Blanket (2011)
- My Dog's Christmas Miracle (2011)
- Ice Age: A Mammoth Christmas (2011)
- Big Time Movie (2012) (Katie Knight)